# Flisa (Nunatak)
Flisa (norwegisch für Splitter) ist ein kleiner Nunatak im ostantarktischen Königin-Maud-Land. Im Gebirge Sør Rondane ragt er südöstlich der Balchenfjella auf.
Wissenschaftler des Norwegischen Polarinstituts benannten ihn 1988.